# Elaine Cheris
Elaine Gayle Cheris (Dothan, 8 de janeiro de 1946) é uma ex-esgrimista olímpica estadunidense.

## Início e vida pessoal
Cherise é judia e nasceu em Dothan, Alabama. Ela formou-se em bacharel em Educação Física e Psicologia do Desporto pela Universidade de Troy, onde ela competiu com os homens da equipe de atletismo, em 1971. Ela se casou com Sam David Chéris, um advogado, em 1980.

## Carreira
Cheris começou na esgrima aos 29 anos de idade. Naquele momento, ela estava trabalhando como assistente do diretor de esportes em um Centro de Comunicação Judaica em New Haven, Connecticut, onde ela colocou juntos de uma esgrima do programa e decidiu experimentar o esporte. Em 1979, largou o emprego para treinar visando o apuramento olímpico.
Cheris qualificou-se para a equipe olímpica dos Estados Unidos em 1980, mas não competiu devido ao boicote do Comitê Olímpico dos Estados Unidos nos jogos Olímpicos de Verão de 1980 em Moscou, na Rússia. Ela foi uma das 461 atletas a receber uma Medalha de Ouro do Congresso em vez disso.
Com 42 anos, conseguiu competir na categoria florete pelo Estados Unidos nos jogos Olímpicos de Verão de 1988 em Seul, sendo eliminada pela italiana medalhista de prata Laura Chiesa por 15 a 13, e nas Olimpíadas de 1996, em Atlanta, disputando na espada com 50 anos de idade, tornando-se a segunda competidora dos Estados Unidos mais velha a competir na esgrima, ficando atrás apenas de Maxine Mitchell. Cheris foi uma suplente nos jogos Olímpicos de Verão de 2000, em Sydney, depois de ter perdido o jogo por um toque.
Cheris ganhou uma medalha de prata no individual e uma medalha de ouro por equipes nos Jogos Maccabiah de 1981. No final de 1985, na época com 39 anos de idade, assumiu a primeira colocação do ranking de florete dos Estados Unidos. Ela também ganhou uma medalha de ouro por equipes em florete nos Jogos Pan-Americana de 1987, e uma medalha de ouro por equipes na espada na edição de 1991.
Cheris foi introduzida no Colorado Sports Hall of Fame em 1983. Uma década depois, a Federação Internacional de Esgrima concedeu-lhe uma Medalha de Ouro de Honra.
Ela fundou os clubes de esgrima Cheyenne Fencing Society e Modern Pentathlon Center of Denver, em Denver, Colorado. Cheris foi o autora da obra Fencing: Steps to Success (2002).